# Paitzdorf
Paitzdorf is een gemeente in de Duitse deelstaat Thüringen, en maakt deel uit van de Landkreis Greiz.
Paitzdorf telt 421 inwoners.